# Éric B. Henriet
Eric B. Henriet (nacido el 18 de julio de 1968 (56 años) en Chauny, Aisne, Francia) es un escritor francés conocido sobre todo por sus obras sobre ucronía.

## Biografía
Politecnólogo y doctor en química, y además crítico literario, ensayista, y cronista usual en la emisión « Mauvais Genres » animada por François Angelier en France Culture, Éric B. Henriet sobre todo es un reconocido especialista internacional en ucronía, por lo que es regularmente invitado a coloquios y conferencias, tanto aquellos orientados a la divulgación y al gran público, como los destinados a historiadores, universitarios, militares, y otros grupos de especialistas, y tanto en Francia como en el extranjero.
Eric B. Henriet es entre otros autor de L'Histoire Revisitée, panorama de l'uchronie sous toutes ses formes, del cual la segunda edición revisada y aumentada fue editada en el año 2004 en la editorial Encrage/Les Belles Lettres; esta obra obtuvo el Grand Prix de l'Imaginaire en el año 2005, en la categoría "Ensayos".

## Obras
- 2009 - L'Uchronie, Prefacio de Emmanuel Carrère, Edición Klincksieck / Colección 50 questions, ISBN 978-2252037102.
- 2004 - L'histoire revisitée : Panorama de l'uchronie sous toutes ses formes, Edición Belles Lettres / Interface, ISBN 978-2251741239.
- 1999 - L'histoire revisitée : Panorama de l'uchronie sous toutes ses formes, Edición Belles Lettres, ISBN 978-2911576164.